# 泉警察署 (神奈川県)
泉警察署（いずみけいさつしょ）は、横浜市泉区にある神奈川県警察所管の警察署。
横浜市警察部隷下、第二方面に属する小規模警察署で、署長は警視。識別章所属表示はNJ。人口およそ15万人の横浜市泉区全域の治安を担う、県下では比較的歴史の浅い警察署である。
この警察署の正面には、歩行者やドライバー等に対して、「無事に帰る」を願って右手を上げている「カエル」の石像が建っている。
尚、署の敷地内には泉交通安全協会の別棟の建物があり、運転免許更新手続きの際に必要となる神奈川県収入証紙の購入、証明写真の撮影などが有料で利用できる。

## 所在地
- 横浜市泉区和泉町5867番地の26

## 管轄区域
- 横浜市泉区
  - 管轄面積：23.56km2

## 沿革
- 1992年4月1日　戸塚警察署の管轄区域を分割し、神奈川県51番目の警察署として開設。

## 組織
- 署長（警視）
- 副署長（警視）
- 警務課 - 警務係、住民相談係
- 留置管理課（平成28年新設） - 管理係
- 会計課 - 会計係
- 生活安全課 - 防犯少年係、経済保安係
- 地域課（警ら用無線自動車3台、小型警ら車1台） - 地域企画係、地域第一係、地域第二係、地域第三係
- 刑事課 - 強行犯係、盗犯係、鑑識係、知能組織犯罪対策係
- 交通課 - 交通総務係、交通捜査係、交通指導係
- 警備課 - 警備係

（8課体制）
※「神奈川県警察の組織に関する規則（昭和44年神奈川県公安委員会規則第2号）」を参考にした。

## 交番・駐在所
- 中田交番（泉区中田南3丁目1番1号）
- 下和泉交番（泉区和泉町1385番地9）
- いずみ野駅前交番（泉区和泉町6213番地6）
- 弥生台駅前交番（泉区弥生台5番地2）
- 和泉交番（泉区和泉中央北2丁目16番43号）
- 上飯田交番（泉区上飯田町2074番地7）
- 緑園都市駅前交番（泉区緑園4丁目1番1号）
- いちょう団地駐在所（泉区上飯田町2670番地 県営いちょう団地32号）

## 自動車ナンバー自動読取装置（Nシステム）
- 泉区和泉町（県道18号）
- 泉区上飯田町（一般市道）